# Фричинский, Лев Михайлович
Лев Михайлович Фричинский (17 января 1926, Москва — 7 августа 1985, Москва) — советский актёр театра и кино.

## Биография
Родился 17 января 1926 года в Москве.
Окончил ВГИК (1949, мастерская В. В. Ванина), после чего был зачислен в труппу Театра-студии киноактёра.
Снимался в кино с 1949 года. Принимал участие в озвучивании мультфильмов.
Жена — Раиса Ивановна Фричинская (21 июля 1924 — 2 октября 2010), редактор киностудии «Союзмультфильм».
Умер 7 августа 1985 года. Похоронены супруги в Москве на 14-м участке Ваганьковского кладбища в родственной могиле.

## Фильмография

### 1940-е
- 1949 — Сталинградская битва — эпизод

### 1950-е
- 1950 — Далеко от Москвы — эпизод
- 1951 — Спортивная честь — Николай Ветлугин
- 1953 — Корабли штурмуют бастионы — Турчанинов
- 1953 — Степные зори — Стёпа, комсорг
- 1953 — Честь товарища — Семён Гербов
- 1954 — «Богатырь» идёт в Марто — помощник капитана Майоров
- 1955 — Звёзды на крыльях — Владимир Букреев
- 1955 — Тень у пирса — матрос-сигнальщик Леонид Жуков
- 1956 — Драгоценный подарок — Саша Ватрушкин, бортмеханик гражданской авиации
- 1956 — Мы здесь живём — Савченко
- 1956 — Посеяли девушки лён — Янка
- 1957 — На острове Дальнем… — Елагин
- 1957 — Наши соседи — Сергей Терёхин

### 1960-е
- 1960 — Северная радуга — А. С. Грибоедов
- 1960 — Хлеб и розы — Ефим
- 1962 — Капитаны голубой лагуны— Золотов
- 1964 — Живые и мёртвые — капитан-артиллерист
- 1965 — Заговор послов — Раков
- 1965 — Перекличка — майор
- 1965 — Родившийся в грозу — Коля
- 1965 — Чёрный бизнес — иностранный дипломат Кренкшоу
- 1967 — Железный поток — Артёмов
- 1968 — Новые приключения неуловимых — офицер
- 1968 — Шестое июля — нарком

### 1970-е
- 1971 — Лабиринт. Подвиги Тесея (мультфильм)
- 1972 — Бой с тенью — эпизод
- 1972 — За всё в ответе — выпускник
- 1978 — Голубка (ТВ) — капитан Назаров
- 1979 — Допрос — Олег Лебединский

### 1980-е
- 1981 — Фронт в тылу врага — Поль Басси